# The System (lucha libre)
The System es un stable de lucha libre profesional que trabaja en Total Nonstop Action Wrestling, formado por Moose, Brian Myers, Eddie Edwards, Alisha Edwards y JDC.
Dentro de sus logros, está el ser actualmente Campeón Mundial de TNA por parte de Moose, una vez y actualmente el Campeonato Mundial en Parejas de Knockouts (Alisha y Masha) y el Campeonato Mundial en Parejas de TNA (Edwards y Myers).

## Historia
El 15 de junio de 2023 en Impact!, Brian Myers se acercó a Moose para formar equipo con él para enfrentarse a ABC (Ace Austin y Chris Bey) por los Campeonatos en Parejas de Impact en Slammiversary. En el evento, Myers y Moose participaron en un Four-way Tag team Match pero no ganaron.
El 8 de agosto en Impact!, Myers obtuvo una oportunidad titular frente al entonces Campeón Mundial de Impact Alex Shelley pero fue derrotado. En Emergence, Myers se asoció con Moose, Bully Ray y Lio Rush, donde derrotaron a Josh Alexander y Time Machine (Alex Shelley, Chris Sabin y Kushida). En Final Resolution, Myers se asoció con Eddie Edwards para enfrentarse nuevamente a los Campeones en Parejas Ace Austin y Chris Bey.

### TNA Wrestling (2024 - presente)
En Hard To Kill, Myers y Edwards derrotaron a Eric Young y Frankie Kazarian. Durante el backstage, Myers y Edwards junto a Alisha Edwards, Moose y DeAngelo Williams se denominaron como The System. Esa misma noche, Moose participò en una lucha titular frente a Alex Shelley, saliendo ganador con ayuda de sus compañeros. En No Surrender, Myers y Edwards derrotaron a Intergalactic Jet Setters (Kevin Knight y Kushida). En Sacrifice, Myers y Edwards derrotaron a ABC ganando el Campeonato Mundial en Parejas de TNA, mientras que Moose retuvo su tìtulo ante Eric Young. En abril de 2024, el stable animó a Masha Slamovich a formar equipo con Alisha para desafiar a Spitfire (Dani Luna y Jody Threat) por el Campeonato Mundial en Parejas de Knockouts. En Under Siege, Slamovich y Edwards derrotaron a Spitfire, ganado así el Campeonato Mundial en Parejas de Knockouts. Posteriormente en Against All Odds, Edwards y Myers derrotaron a The Nemeth Brothers (Ryan Nemeth y Nic Nemeth) donde retuvieron sus títulos mientras que, Moose retuvo su título ante Matt Hardy.
En Slammiversary, Alisha y Masha retuvieron sus títulos ante Spitfire (Dani Luna y Jody Threat); mientras tanto Edwards y Myers fueron derrotados por ABC por los campeonatos en juego, y Moose perdió su título en un Elimination Match donde Nic Nemeth salió ganador.

## Miembros

### Miembros actuales
| Nombre         | Tiempo                       | Notas                               |
| -------------- | ---------------------------- | ----------------------------------- |
| Moose          | 13 de enero de 2024-presente | Líder y fundador del stable.        |
| Brian Myers    | 13 de enero de 2024-presente | Miembro fundador del stable.        |
| Eddie Edwards  | 13 de enero de 2024-presente | Miembro fundador del stable.        |
| Alisha Edwards | 13 de enero de 2024-presente | Miembro fundador del stable. Valet. |
| JDC            | 14 de junio de 2024-presente |                                     |

### Miembros asociados
| Nombre          | Tiempo                                             | Notas                                                                  |
| --------------- | -------------------------------------------------- | ---------------------------------------------------------------------- |
| Tasha Steelz    | 13 de septiembre de 2024 – 13 de diciembre de 2024 | Se unió como asociada de Alisha al atacar a Slamovich en Victory Road. |
| Masha Slamovich | 3 de mayo de 2024 – 13 de septiembre de 2024       | Se unió como asociada de Alisha.                                       |

## Campeonatos y logros
- Total Nonstop Action Wrestling
  - TNA World Championship (1 vez) – Moose.
  - TNA X Division Championship (1 vez, actual) – Moose.
  - Impact World Tag Team Championship (2 veces) – Myers y Edwards.
  - TNA Knockouts World Tag Team Championship (1 vez) – Alisha y Masha.